# Eindhoven Centrum

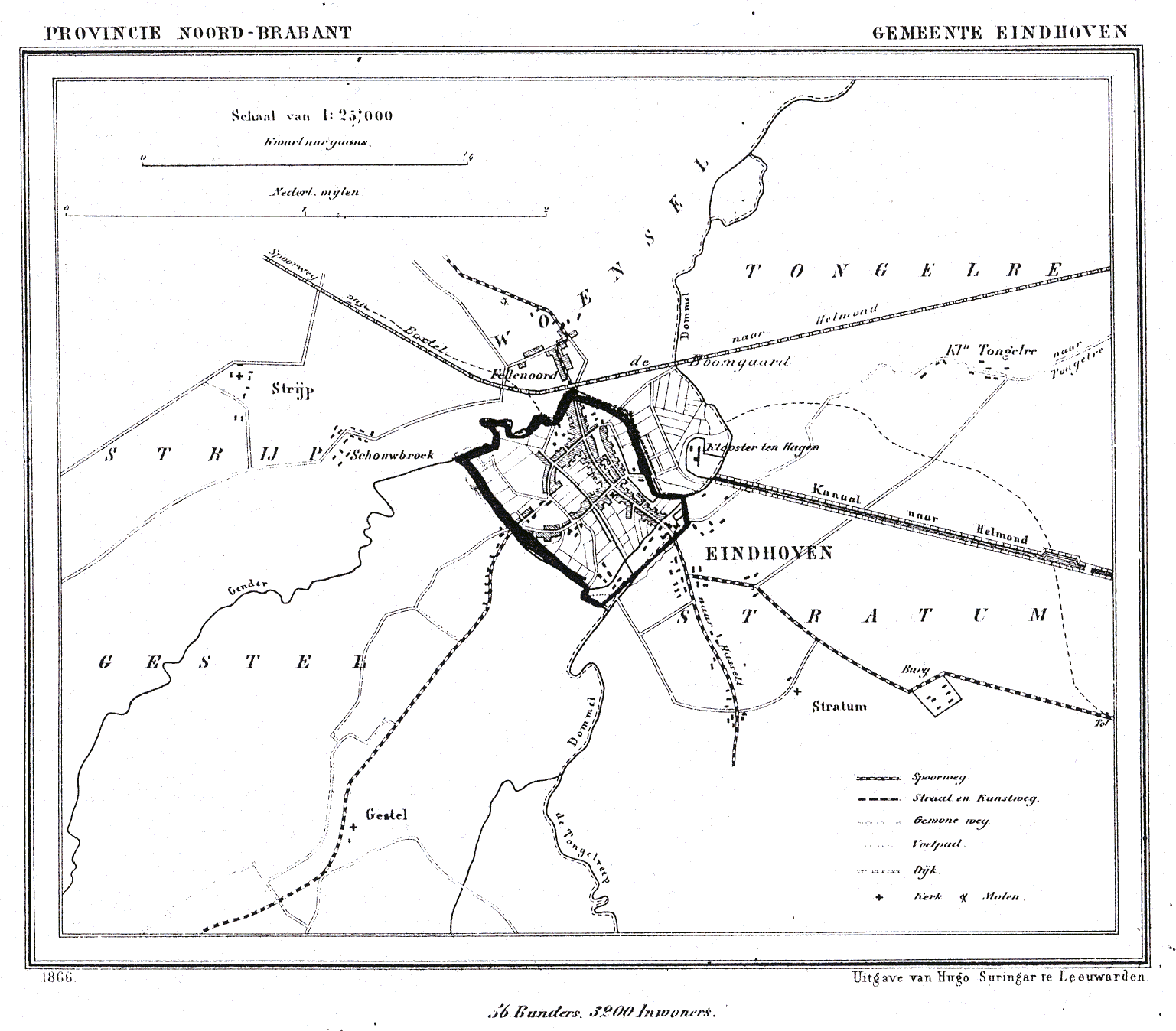
De gemeente Eindhoven in 1866

Eindhoven Centrum (officieel kortweg Centrum) is een stadsdeel van de gemeente Eindhoven, in de Nederlandse provincie Noord-Brabant. Het stadsdeel komt ongeveer overeen met de gemeente Eindhoven van voor 1920, die slechts 65 hectare besloeg. Op 1 januari 2023 telde het stadsdeel 10.160 inwoners, verdeeld over 6.487 woningen, met een gemiddelde WOZ-waarde van € 340.000, op een oppervlakte van 2,66 km².

## Bestuurlijke indeling
Het stadsdeel bestaat thans uit de onderstaande vijf wijken:
- Binnenstad (de gemeente Eindhoven zoals deze tot 1920 bestond) met een deel van de Heilige Geeststraat dat kadastraal bekendstaat onder Eindhoven. Zo is een deel van de Kleine Berg ook Eindhovens en een deel Gestels;
- De Bergen (voorheen deels gemeente Gestel), met uitzondering van de Heilige Geeststraat, en een deel van de Kleine Berg & Bergstraat;
- Fellenoord (voorheen gemeente Woensel);
- Witte Dame (voorheen gemeente Strijp);
- TU-terrein (voorheen gemeente Tongelre).

## Foto's

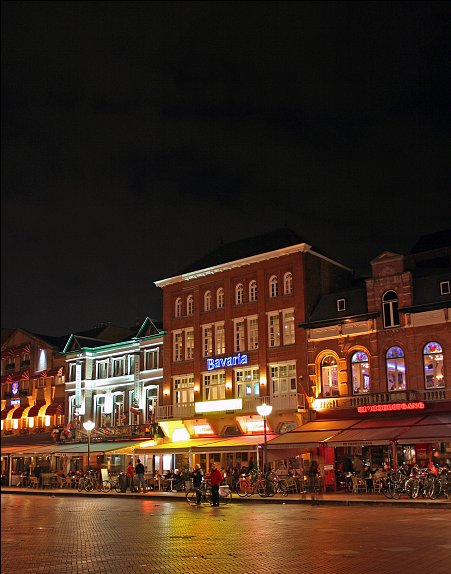
De Markt (binnenstad)
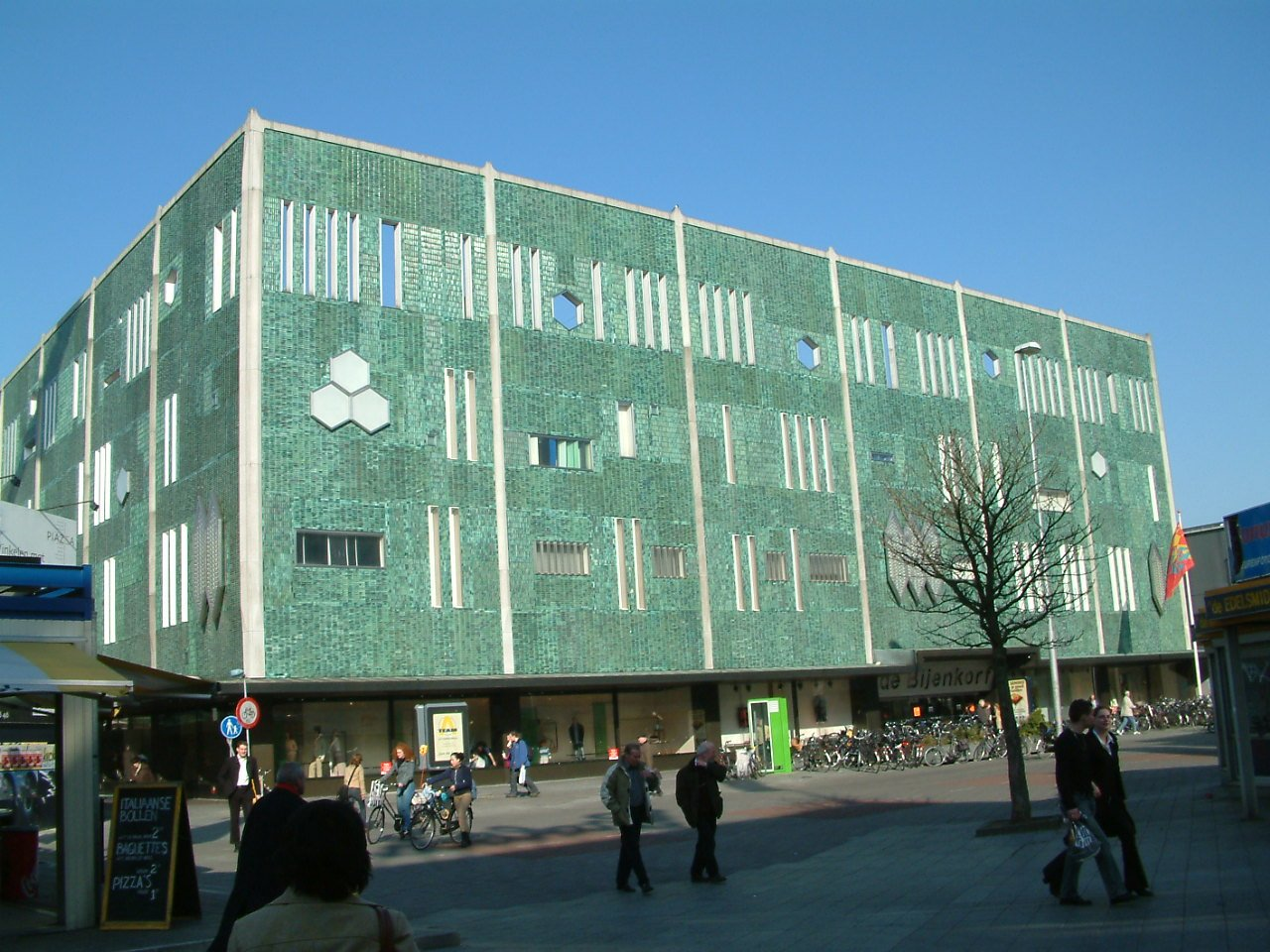
De Bijenkorf aan het 18 Septemberplein (binnenstad)
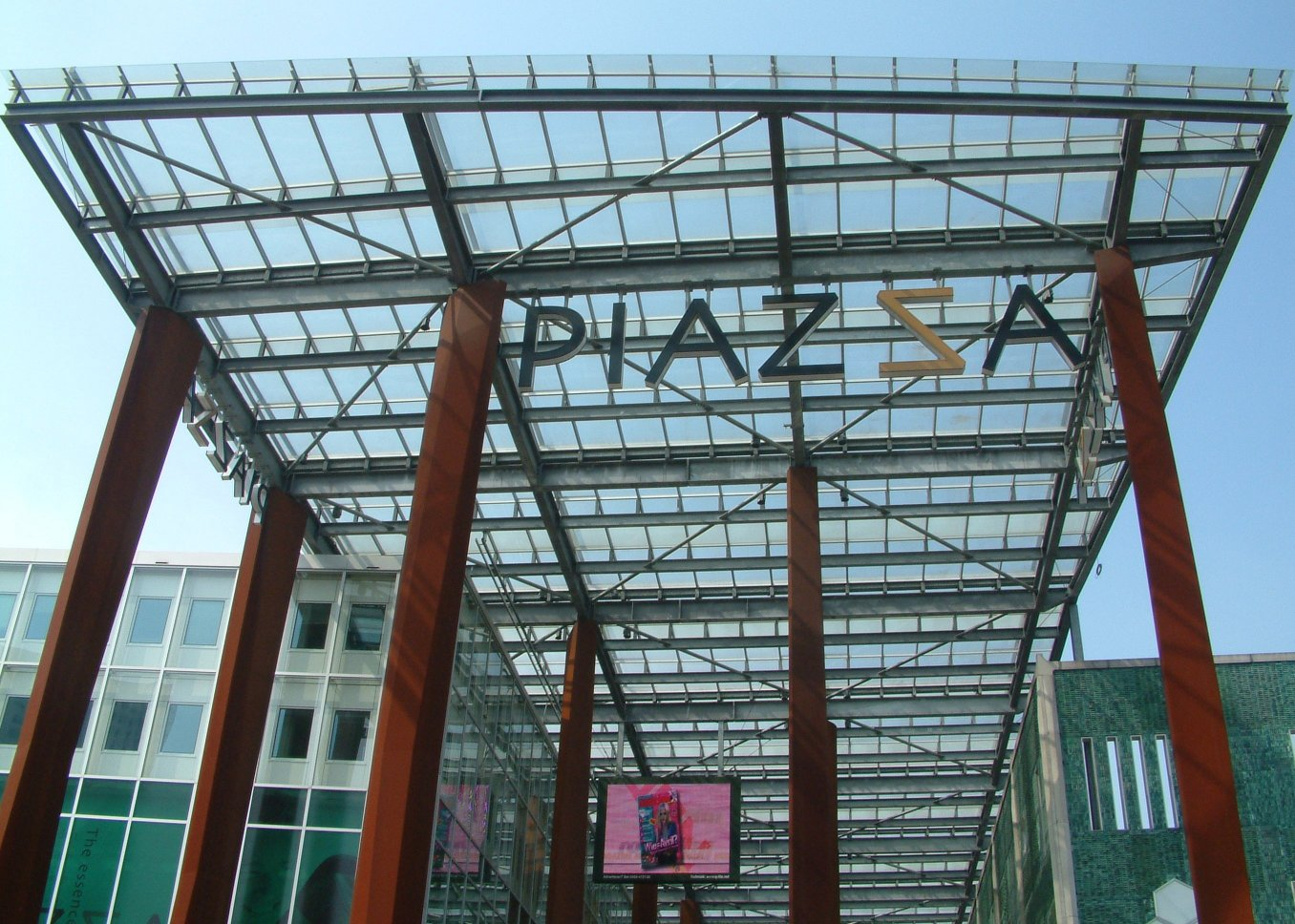
Piazza, entree aan het 18 Septemberplein (binnenstad)
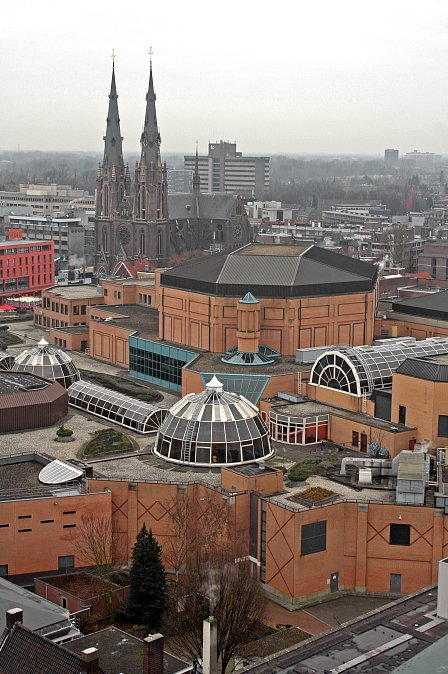
Bovenaanzicht van de Heuvel Galerie (binnenstad)
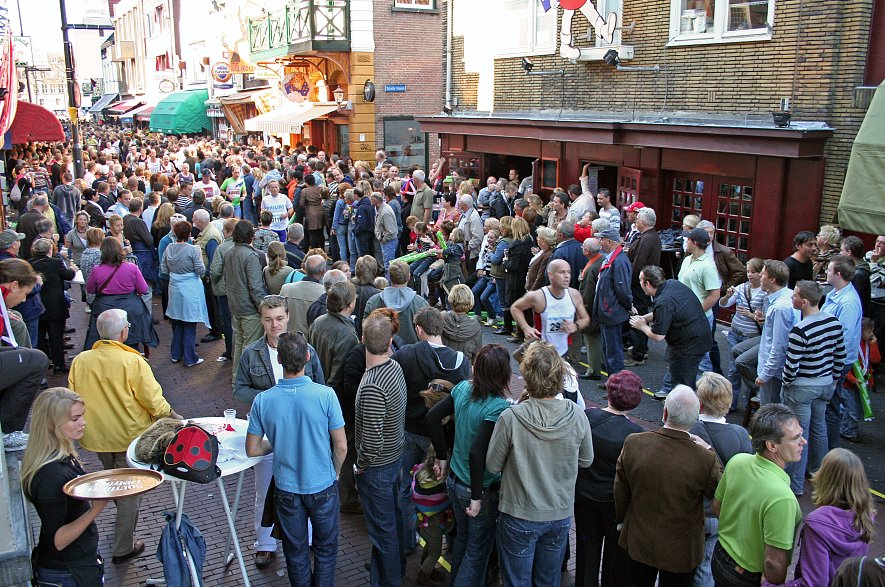
Stratumseind tijdens de Marathon Eindhoven (binnenstad)
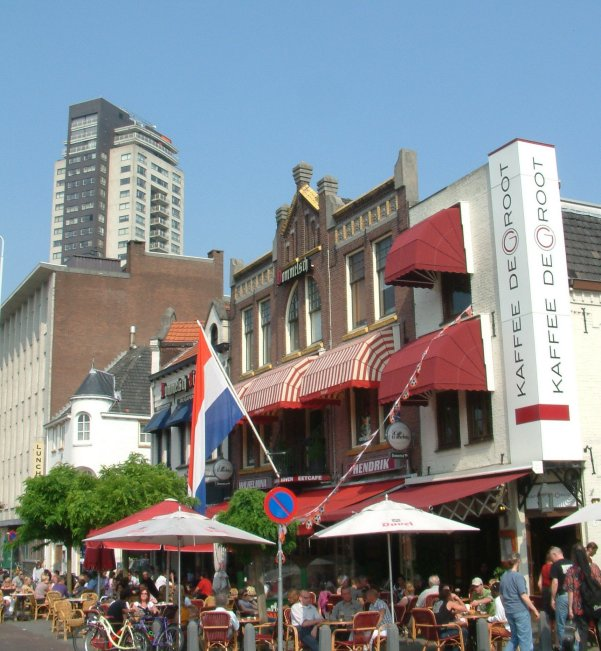
Het Wilhelminaplein (De Bergen)
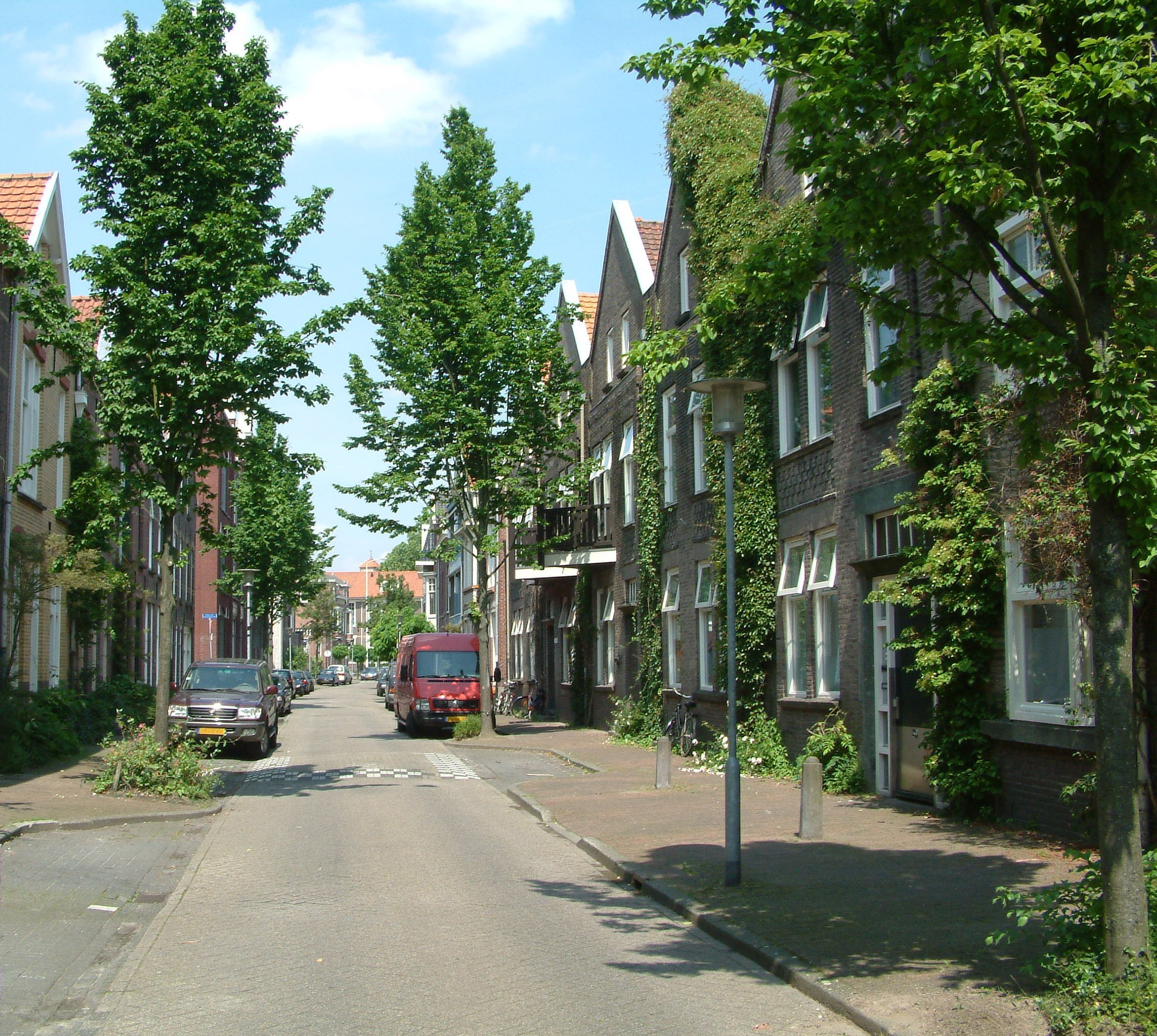
Sint Catherinastraat (De Bergen)
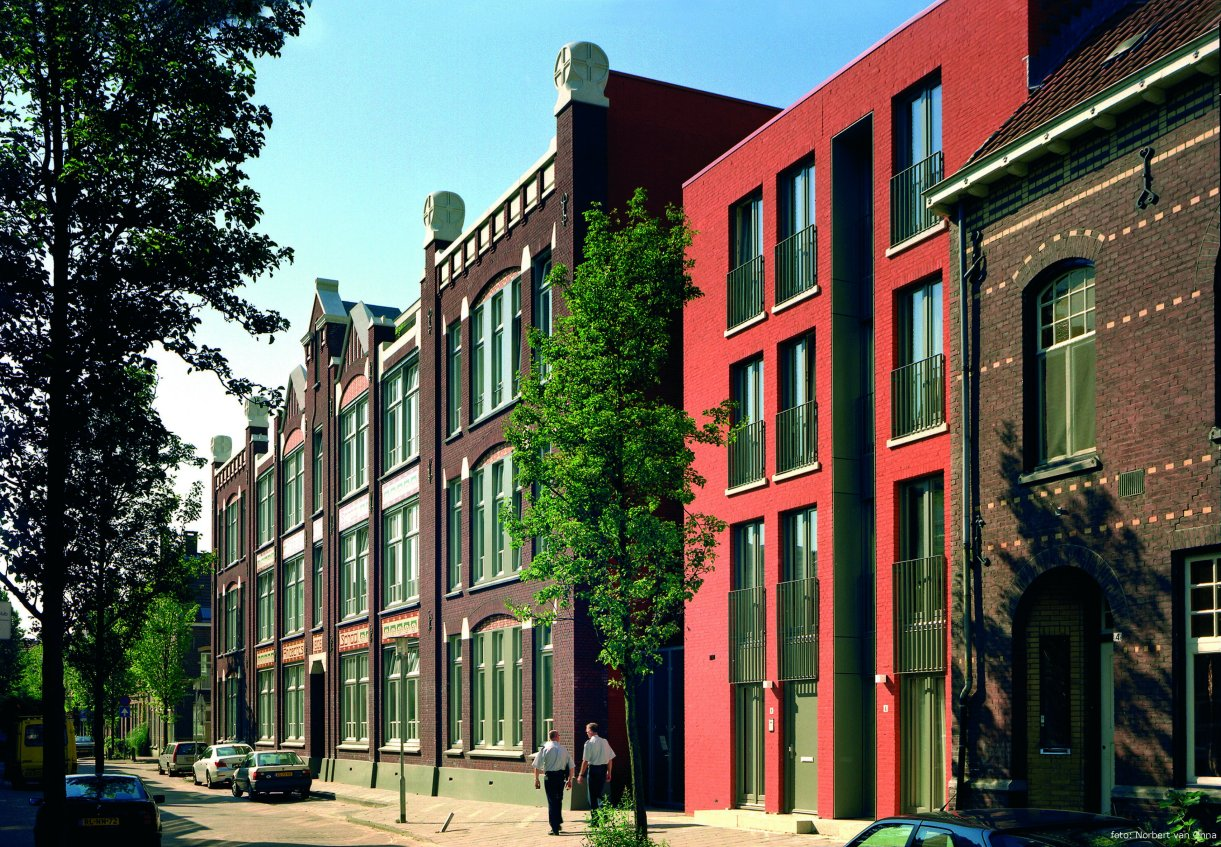
Sint Catherinastraat, oud en nieuw naast elkaar (De Bergen)
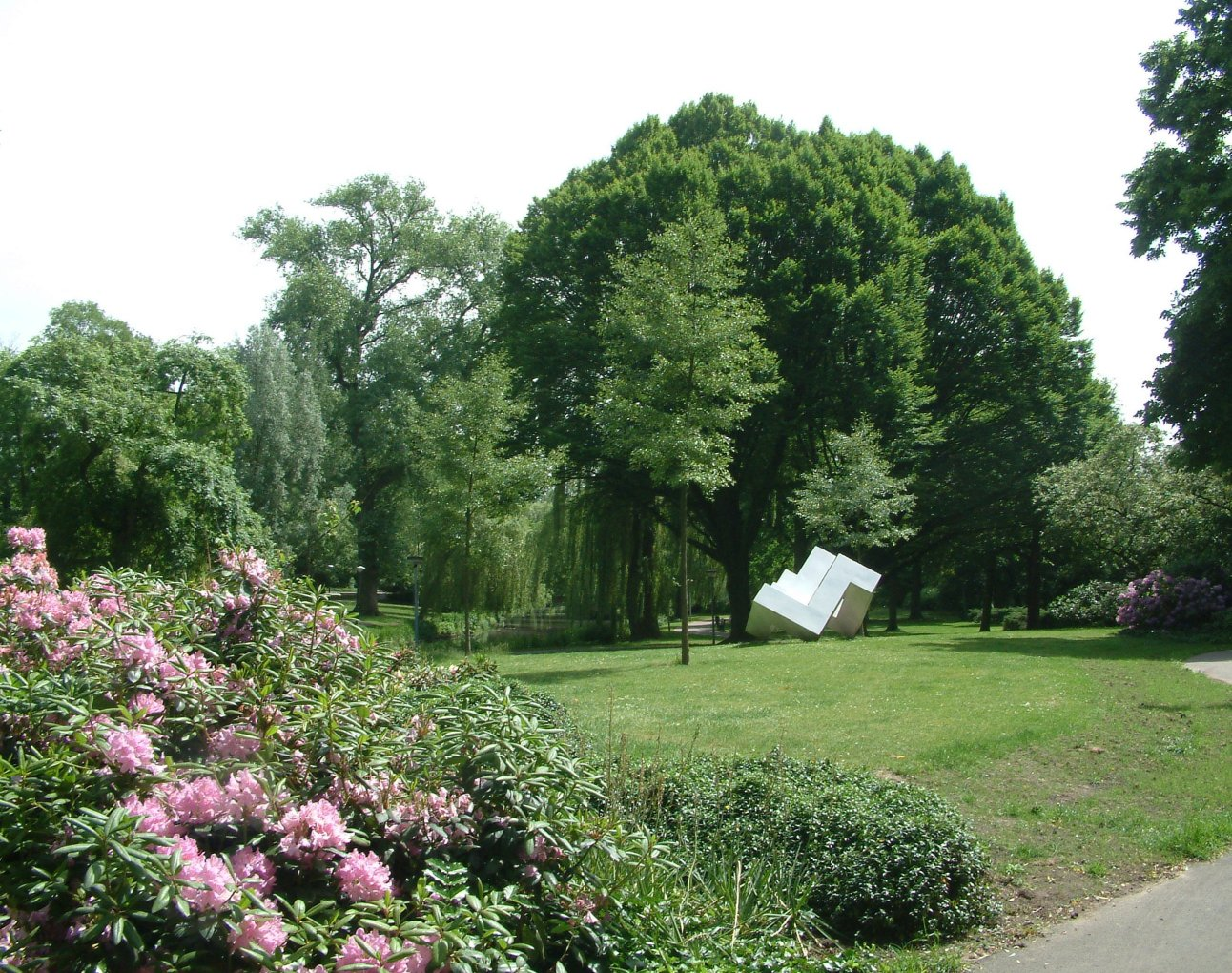
Het Anne Frankplantsoen (De Bergen)
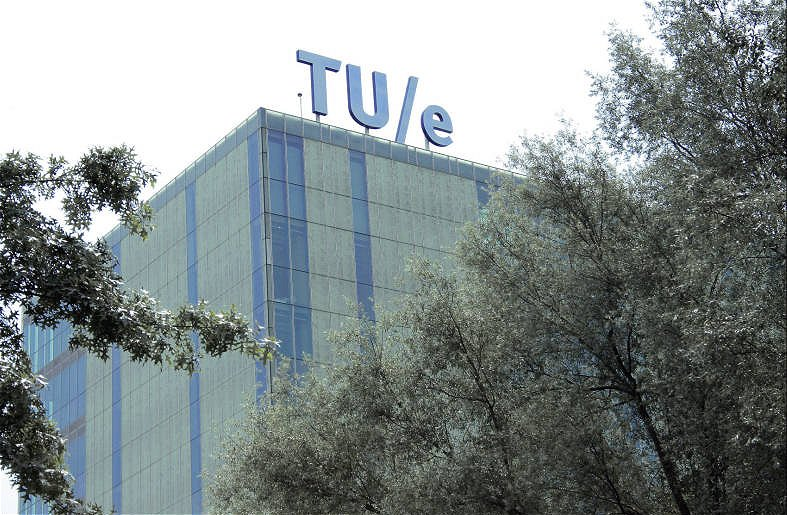
De TU/e behoort ook tot het Centrum (TU-terrein)
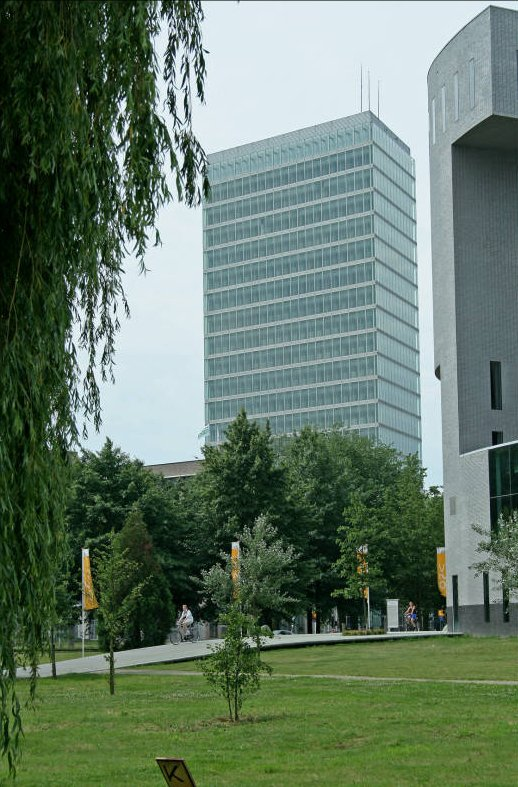
de Kennedytoren (Fellenoord)